# Women Who Play
Women Who Play é um filme de comédia dramática britânico de 1932, dirigido por Arthur Rosson e estrelado por Mary Newcomb, Benita Hume e George Barraud. A fim de dissuadir sua esposa de ter um caso, um homem contrata uma atriz como parte de um esquema elaborado. Foi baseado na peça Spring Cleaning, de Frederick Lonsdale.

## Elenco

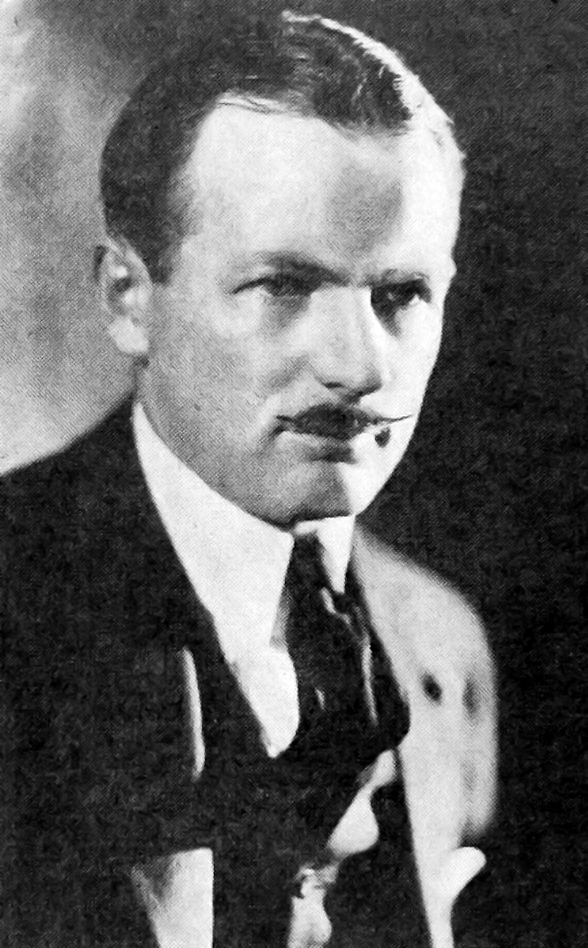
Arthur Rosson, diretor

- Mary Newcomb - Mona
- Benita Hume - Margaret Sones
- George Barraud - Richard Sones
- Joan Barry - Fay
- Barry Jones - Ernest Steele
- Edmund Breon - Rachie Wells
- Gerald Lyle - Bobby
- Sylvia Leslie - Lady Jane
- Evan Thomas - Willie